# 4POST
«4POST» («форпост») — российская поп-рок-группа, образованная в 2010 году фронтменом группы Дмитрием Бикбаевым. Исполняют песни на русском и английском языке.
В феврале 2016 года группа 4POST была переименована в APOSTOL, также был изменён жанр песен. Первая песня группы «Deal the Final Blow» вместе с МС Davi и Swed. О точном составе группы на сей день неизвестно.

## История
Группа образована в 2010 году фронтменом группы Дмитрием Бикбаевым после распада дуэта БиС, где он был одним из солистов. В начале августа 2010 года в Москве состоялся финал кастинга. 27-го сентября 2010 года состоялась презентация для поклонников и прессы коллектива «4POST». Там впервые прозвучал первый сингл группы — «Ты и Я». Представлен официальный сайт, на котором основной упор сделан на интерактивное общение между ребятами и их поклонниками.
Осенью 2011 года Дмитрий Бикбаев и группа «4POST» стали номинантами Премии RU.TV в категории «Реальный приход». На протяжении всего периода голосования они являлись лидерами по числу отправленных смс-сообщений среди всех номинированных артистов.
В феврале-марте 2012 года группа «4POST» с русскоязычной композицией собственного сочинения «Навстречу небу» приняла участие в отборочных турах на «Евровидение-2012». В финале национального отборочного конкурса исполнителей эстрадной песни «Евровидение-2012», который состоялся 7-го марта в прямом эфире канала «Россия-1», группа заняла 6-е место.
В мае 2012 года был выпущен дебютный альбом группы — «4POST#1».
В настоящее время состав группы: Дмитрий Бикбаев — фронтмен, вокал, Борис Акимов — соло-гитарист, Шамиль Ахметжанов — бас-гитарист, Кирилл Фёдоров — барабанщик.
Бывшие участники: Дмитрий Клейман, Евгений Прокопенко, Дмитрий Першин, Александр Михалёв, Илья Зеленов.
Осенью 2013 года группа «4POST» стали номинантами Реальной премии MusicBox в категории «Лучшая поп-рок группа».